# (33026) 1997 PD6
1997 بي دي 6 (ويعرف أيضًا باسم (33026) 1997 بي دي 6 وفق تسمية الكوكب الصغير) (بالإنجليزية: 1997 PD6)‏ هو كويكب ضمن حزام الكويكبات؛ وترتيبه 33026 من حيث الاكتشاف.
اكتُشف هذا الجُرم الفلكي بواسطة جون بروفتون في 5 أغسطس 1997.

## وصلات خارجية
- (33026) 1997 PD6 في قاعدة بيانات مختبر الدفع النفاث لأجرام النظام الشمسي الصغيرة

- الاكتشاف · مخطط المدار ·  العناصر المدارية · المعلمات المادية

- (33026) 1997 PD6 على موقع ويكي سكاي: DSS2, SDSS, GALEX, IRAS, Hydrogen α, X-Ray, Astrophoto, Sky Map, Articles and images